# Garlède-Mondebat
Garlède-Mondebat é uma comuna francesa na região administrativa da Nova Aquitânia, no departamento dos Pirenéus Atlânticos. Estende-se por uma área de 8,68 km². Em 2010 a comuna tinha 223 habitantes (densidade: 25,7 hab./km²).